# Концепція живого права
Євген Ерліх — творець «школи вільного права», основоположник, розробив свою теорію «вільного суддівського знаходження права». Здобув вищу правову освіту у Віденському університеті. За опубліковану в 1893 році в Берліні працю «Мовчазне волевиявлення» був удостоєний звання приват-доцента. Доктор соціології права, професор, ректор Чернівецького університету. Світове визнання серед теоретиків права професору Є. Ерліху принесли дослідження в галузі соціології права, які він виклав у 70 друкованих працях, найвизначніша з яких — «Основи соціології права».
Погляди Ерліха зумовлені кількома вихідними засадами.
- По-перше, соціоцентричність — визнання соціуму «центром розвитку права».
- По-друге, емпіричність (зокрема емпіричність його досліджень) та історичність (знання історії права, закономірностей його еволюції) як засади обґрунтування висновків, зокрема соціальності прав
- По-третє, консервативність світогляду самого Ерліха — орієнтованість на збереження традицій, усталеностей, вироблених суспільством, відображене у поміркованості його думки.

Головні праці вченого — «Вільне знаходження права і вільна наука права», яка вважається вихідним пунктом всього вільно-правового руху та «Основи соціології права» («Grundlegung der Soziologie des Rechts»).
У своїй теорії Ерліх поєднав суб'єктивні, природно-правові, психологічні та соціологічні чинники. За визнанням самого Ерліха, значну роль у формуванні його поглядів зіграло вивчення реального права тогочасної Буковині. При цьому він приділяв увагу не тільки законодавству, а й дослідженню звичаєвого права, судової практики, явищ господарського життя, зазначаючи, що «центр ваги розвитку права в наш час, як і у всі інші часи, знаходиться не в законодавстві, не в юриспруденції або судочинстві, а у самому суспільстві». В цьому, власне і полягав зміст будь-якої основи соціології права.
У концепції Ерліха право проявляється у подвійному порядку: один порядок містить норми, які виробляються при вирішенні спорів, другий норми, за якими здійснюється повсякденна людська діяльність. Перші він називає нормами рішень, другі — організаційними нормами, або суспільним правом. Суспільне право проявляється безпосередньо через суспільні сили, а правові положення виникають завдяки судовим рішенням і закону. Правопорядок, який створюється самостійно, суперечить правопорядку, який утворюється через правові положення і тільки через діяльність суду та державних установ проводиться в життя. «Тільки ті норми, які містять у собі обидва ці порядки, складають фактично ціле право суспільства», — підкреслював Ерліх.
Під суспільством вчений розумів сукупність людських об'єднань, які він поділяв на самобутні (генетичні) і нові. До перших належать рід, сім'я, родина. Вони зароджуються усередині самого людського суспільства і їхня поява зумовлена певними природними прагненнями. З об'єднання цих самобутніх спілок, які у примітивному суспільстві є єдиними організованими групами, які виконують всі суспільні завдання, будучи одночасно господарськими, релігійними, військовими і правовими спілками, зі спільністю мови та звичаїв, — і утворюється держава. Пізніше ці завдання, писав Ерліх, «приймають на себе інші спілки, що утворюються і які вже є усвідомленими, цілеспрямованими людськими творіннями. До таких належать магістрати, держави, релігійні громади, політичні партії, суспільні групи, які прагнуть досягнути своїх цілей, громадські об'єднання і виробничі спілки у сільському господарстві, в майстернях і фабриках, промислових товариствах, спілках спеціалістів, транспортних виробництвах». Суспільство з точки зору вченого це не сукупність окремих індивідів, а сплетіння людських спілок. Тому, підкреслює він, «щоб зрозуміти витоки, розвиток і сутність права, слід, перш за все, вивчити порядок, який існує у спілках».
Право завжди соціальне. Окремий індивід розглядається правом тільки як одна ланка багатьох спілок, і право вказує йому всередині кожної спілки його місце і завдання.
Правом є норми, які самі по собі формуються у суспільстві, воно твориться не тільки законами, а й громадською самодіяльністю. Водночас, він відзначав роль держави у суспільстві, стверджуючи неможливість розвитку суспільства при повній анархії. «Все стає зрозумілим тоді, — підкреслював вчений, — коли держава розуміється не як сутність, яка висить у повітрі, а як орган суспільства… Зрозуміло, що все у суспільстві належить самому суспільству; все, що у суспільстві відбувається, стосується суспільства; тому виникає потреба всім самостійним суспільним спілкам встановлювати єдину правову основу через державу».
Розуміючи право набагато ширше, ніж правотворчість держави, Ерліх заперечував примус як обов'язкову і специфічну ознаку права, оскільки правопорядок, як такий, що задовольняє в цілому все суспільство, підтримується ним і без примусу, завдяки «почуттю необхідності правопорядку». Право, зазначав Ерліх, не застигла догма, а мінлива, жива сила, і те, що законодавець мав на увазі вчора, може застаріти сьогодні.
Закон, за Ерліхом, не стільки право, скільки один зі способів забезпечення права. Приписи закону тільки тоді стають нормою права у власному розуміння слова, коли вони дійсно застосовуються, фактично впорядковують суспільні відносини. Шлях від «живої» фактично діючої норми до правового установлення кодексів — дуже довгий, гадав Ерліх. Нормування за допомогою закону, а тим паче кодифікації — пізніша стадія розвитку права. Їй передує право юристів, яке спирається на рішення і прецеденти. Суддя, на його думку, повинен завжди сам відшукати норму для вирішення конкретної справи, незалежно від того, вирішує він дану справу на основі правової норми чи без такої. Вільне правознаходження суддею в момент прийняття рішення щодо конкретного випадку — найкращий спосіб для вирішення проблеми правосуддя, [13, с. 140] тому, що «… особиста нота у всі часи була властива судовій практиці й у всі часи на неї необхідною мірою впливали суспільні, політичні й культурні течії». Крім того, «не можна аж ніяк заперечувати той факт, що особи, які покликані застосовувати право, діти свого народу і свого часу, будуть застосовувати право в дусі їхнього народу та їхнього часу, який є і їхнім духом, а не в дусі минулих століть згідно з намірами законодавця». Ерліх писав, що «вільне знаходження права не означає свободу суддів від закону», однак стверджував, що задача суддів і юристів не в тому, щоб логічно виводити рішення окремих випадків з розпоряджень закону. У правосудді вирішальна роль належить не «мертвим параграфам закону», а вільному слову кваліфікованих юристів. Цьому слову вирішальна роль повинна належати й у законотворчості, тому що «право юристів» завжди складається до прийняття закону, звідки ж інакше взятися життєвому закону, — звичайно ж, не з надуманої творчості депутатів парламенту.
Школа «вільного права» не дістала поширення в країнах англосаксонської системи, де судова практика могла досить оперативно реагувати на соціальні зміни без додаткового теоретичного обґрунтування. Однак вчення Євгена Ерліха вплинуло на соціологічну юриспруденцію Роско Паунда, США, а ідеї школи «вільного права» про судову правотворчість були співзвучні ідеям «реалістичної школи права».